# Liste der Naturdenkmale in Kröppen
Die Liste der Naturdenkmale in Kröppen nennt die im Gemeindegebiet von Kröppen ausgewiesenen Naturdenkmale (Stand 23. Mai 2024).

## Naturdenkmale
| Nr.         | Bezeichnung  | Lage                                             | Beschreibung                        | Bild                                    |
| ----------- | ------------ | ------------------------------------------------ | ----------------------------------- | --------------------------------------- |
| ND-7340-253 | Hexenfelsen  | nordwestlich des Ortes an der K 4 Lage           | Buntsandsteinfelsen                 | Direkt Bild zu diesem Denkmal hochladen |
| ND-7340-254 | Roter Felsen | südwestlich des Ortes; Flur Am roten Felsen Lage | langgestreckter Buntsandsteinfelsen | Direkt Bild zu diesem Denkmal hochladen |

## Ehemalige Naturdenkmale
| Nr. | Bezeichnung                    | Lage                                      | Beschreibung                                              | Bild                                    |
| --- | ------------------------------ | ----------------------------------------- | --------------------------------------------------------- | --------------------------------------- |
|     | Walnussbäume am Stausteinerhof | nördlich des Ortes am Stausteinerhof Lage | Juglans regia, mehrere Bäume; Rechtsverordnung aufgehoben | Direkt Bild zu diesem Denkmal hochladen |